# Großmarkt Hamburg

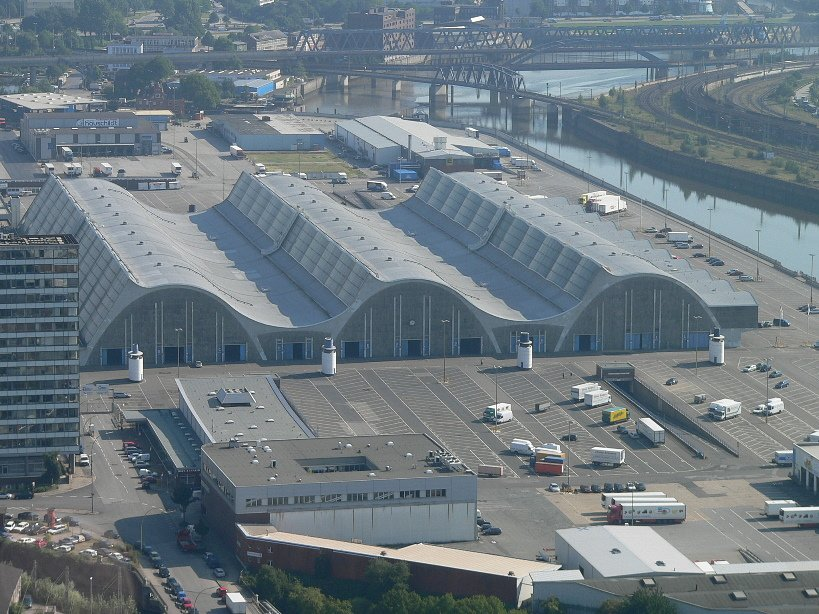
Der neue Großmarkt in Hammerbrook (ehemals Stadtteil Klostertor)

Der Großmarkt Hamburg ist ein Großmarkt für Lebensmittel und Blumen in Hamburg-Hammerbrook (früher Hamburg-Klostertor).

## Geschichte des Großmarktes

### Hopfenmarkt

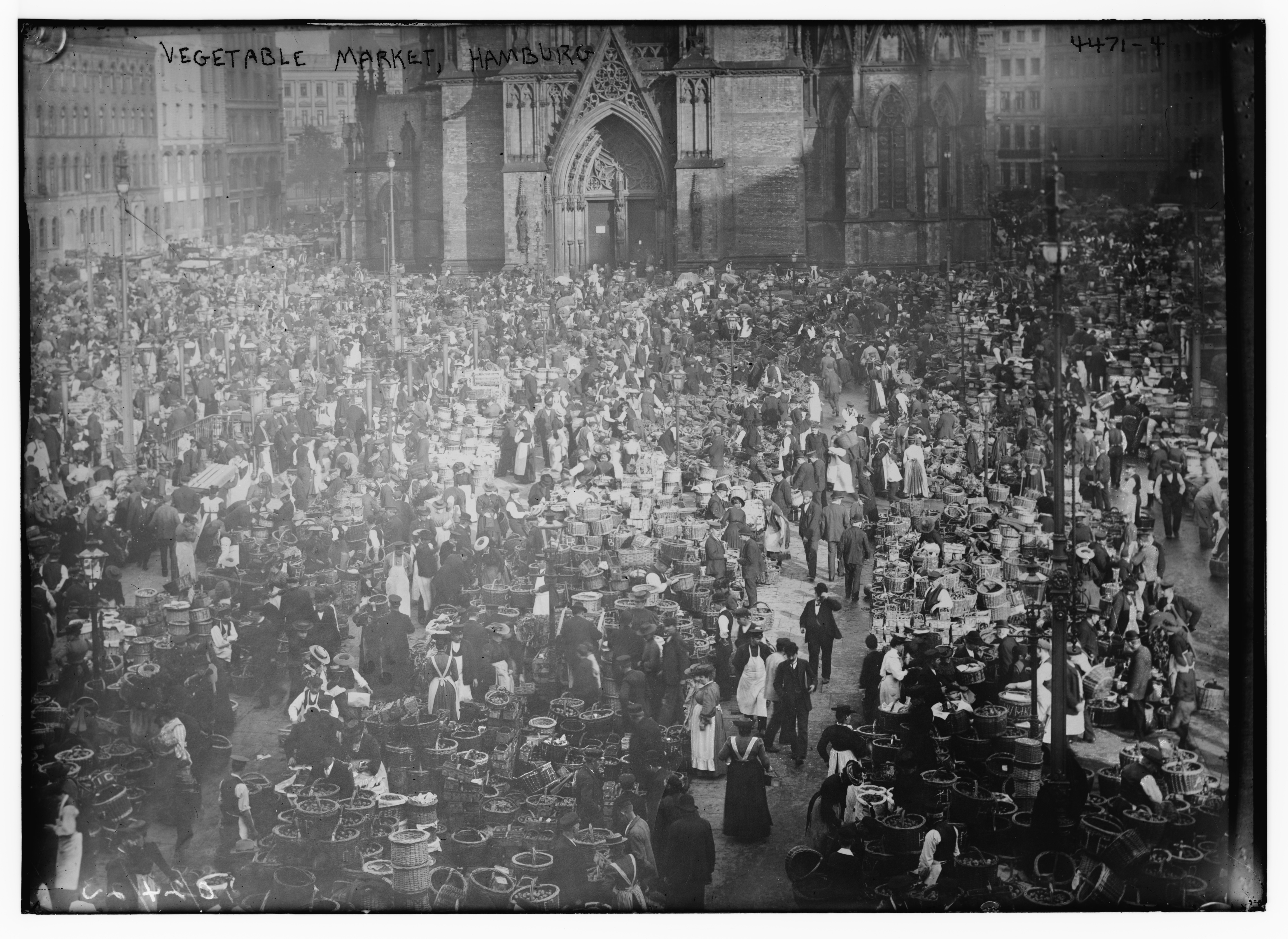
Hopfenmarkt um 1900

Nach dem großen Hamburger Brand 1842 musste der Obst- und Gemüsehandel der Bauern aus den Elbmarschen auf dem Hopfenmarkt organisiert werden, der fortan zweimal täglich stattfinden sollte. 1889 fanden erste Erweiterungen in Form einer Unterkellerung der Marktfläche statt.

### Meßberg
Im Jahr 1907 wurde ein vorläufiger, zusätzlicher Marktplatz mit Landungsanlagen zwischen dem Meßberg, dem Deichtor und der Alten Wandrahmsbrücke in Betrieb genommen.

### Deichtormarkt

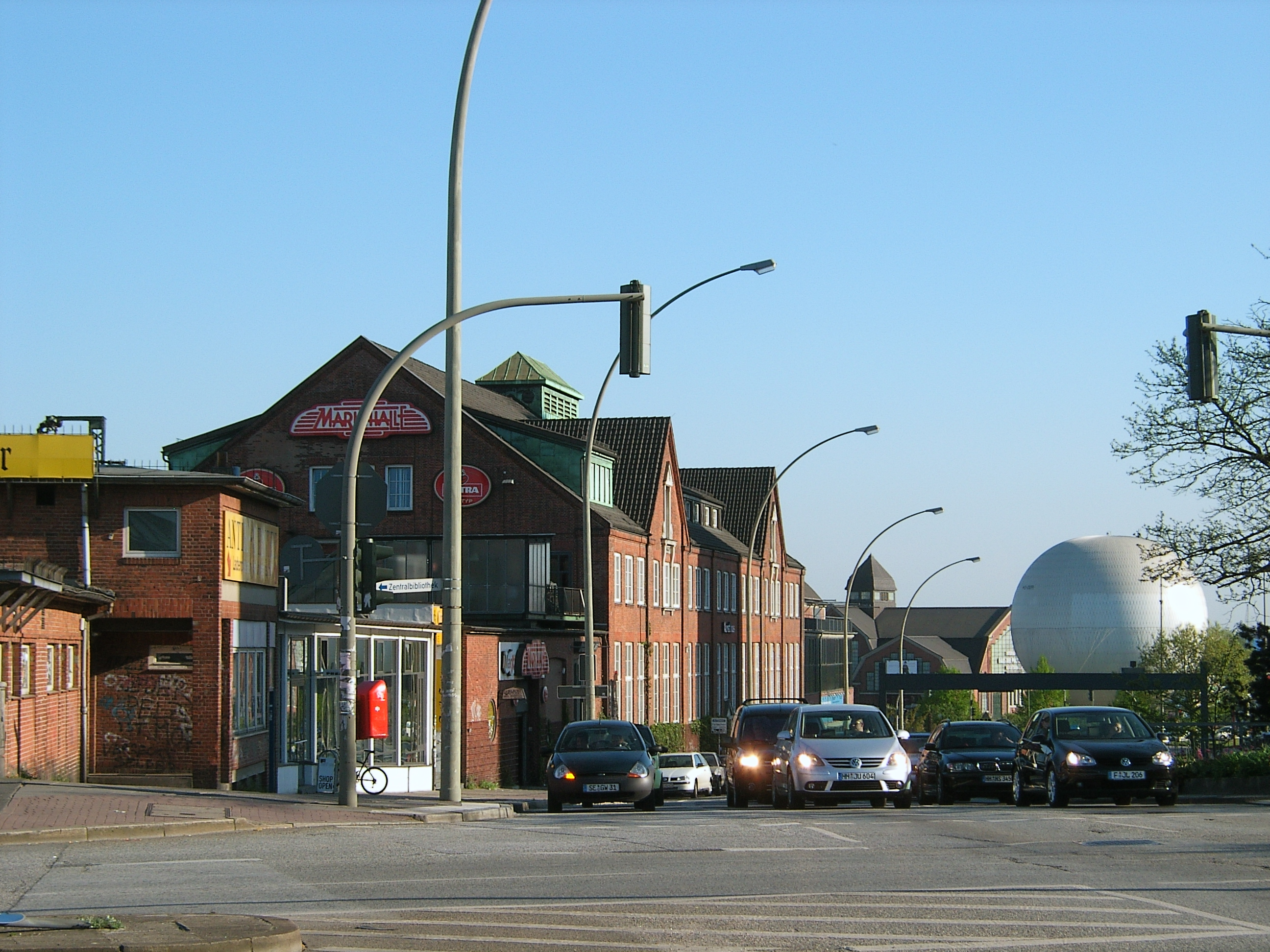
Veranstaltungszentrum „Markthalle“ am Klosterwall

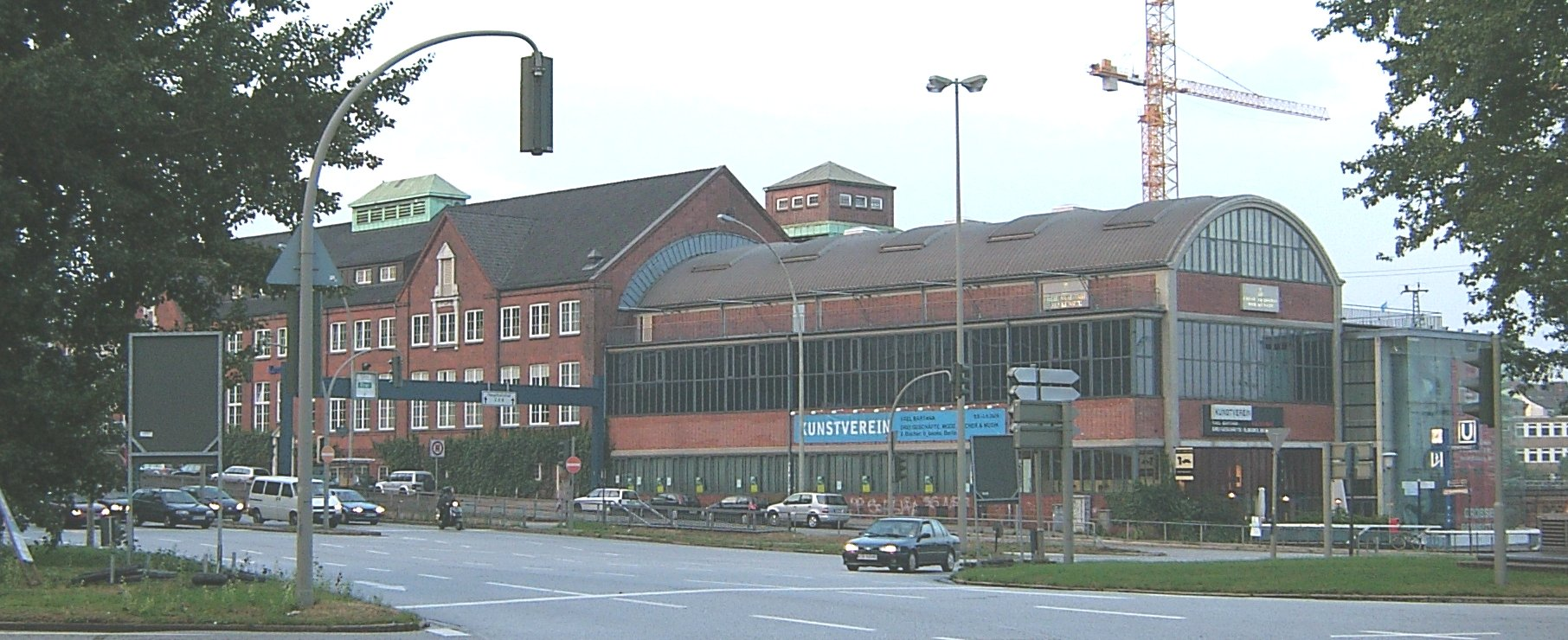
Anbau der Markthalle, heute Ausstellungshalle des Kunstvereins

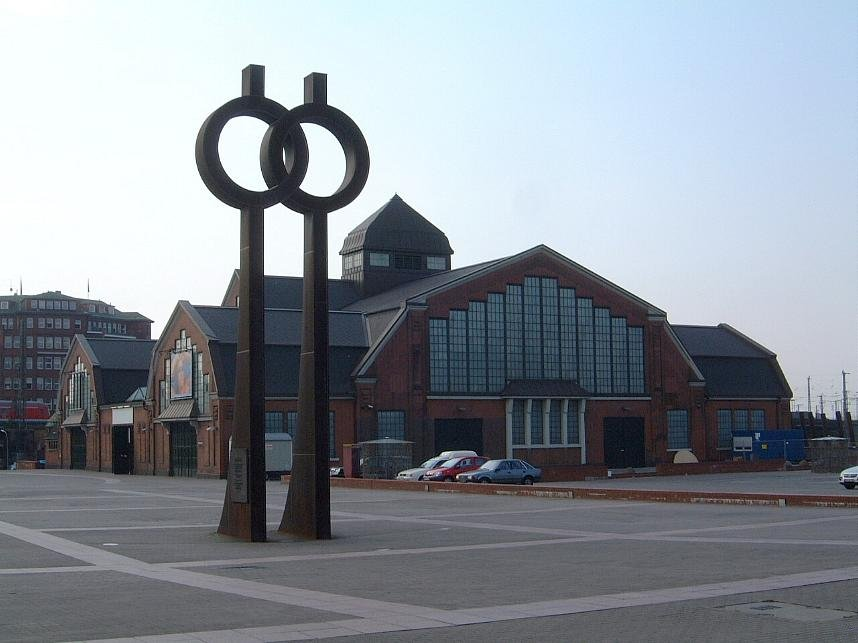
Deichtorhallen am südlichen Deichtorplatz, saniert mit Mitteln aus der Körber-Stiftung

Bereits 1911 wurden die alten Märkte am Hopfenmarkt und Meßberg aufgehoben, und der neue Deichtormarkt inklusive der Deichtorhallen am Klostertor eröffnet. Dieser zog im Jahr 1962 in die neue Großmarkthalle im südlichen Hammerbrook zwischen der ebenfalls neu angelegten Amsinckstraße und dem Oberhafen, so dass der Deichtorplatz zum Verkehrsknotenpunkt umgestaltet werden konnte (östliches Ende der Ost-West-Straße und südliches Ende des Wallringes und des Wallringtunnels).
In der Markthalle am Klosterwall/Deichtorplatz blieb noch ein Markt für Lebensmittel, die südliche Deichtorhalle diente dem Blumengroßmarkt. Der nördliche Teil der Markthalle am Klosterwall wurde auch für Möbel und Antiquitäten genutzt, ab den 1970er Jahren unter dem Namen „Markthalle“ auch für Veranstaltungen, in den südlichen Teil zog nach dem Ende des Lebensmittelmarktes um 1990 der Kunstverein.
1984 zog der Blumengroßmarkt aus den Deichtorhallen südlich des Deichtorplatzes in ein neues Gebäude an der Banksstraße. Diese nun freien Deichtorhallen konnten einige Zeit später mit Mitteln aus der Körber-Stiftung saniert werden. 1989 wurden die renovierten Hallen als Kulturzentrum Deichtorhallen für Ausstellungen und Kulturveranstaltungen eröffnet.

### Hammerbrook
1954 wurde der „Veiling Hamburg“, ein Logistik-Unternehmen, auf dem neuen Gelände in Hammerbrook eröffnet. Die Großmarkthalle wurde von 1958 bis 1962 am selben Ort errichtet. In Betrieb ging sie am 4. Juni 1962. Die 40.000 Quadratmeter große Halle ist ein Gemeinschaftswerk der Architekten Bernhard Hermkes, Gerhart Becker, Schramm & Elingius und der Ingenieure der Dyckerhoff & Widmann AG. Die wellenförmig gekrümmten Stahlbetonschalen wurden maßgeblich vom leitenden Ingenieur Ulrich Finsterwalder konstruiert. Die rund 180 Meter breite Halle besteht aus drei parabolischen, 21 Meter hohen Stahlbetonbögen mit 48 Meter Stützweite. Zwischen den drei Bögen mit positiver Krümmung sind zwei Träger mit negativer Krümmung und einer Spannweite von 16 Meter sowie einer lichten Höhe von 8,50 Meter angeordnet. In der Länge sind zwölf Reihen von aufeinanderfolgenden Bögen im Abstand von 20 Metern vorhanden, die Schalen oder Schalensegmente aus Spannbeton tragen. Nach Norden sind große Oberlichter platziert.
Die Halle wurde 2017 von der  Bundesingenieurkammer als Historisches Wahrzeichen der Ingenieurbaukunst in Deutschland ausgewiesen.

### Denkmalschutz
Sowohl die Deichtorhallen als auch die Hallen auf dem Hammerbrook stehen heute unter Denkmalschutz, letztere als Beispiel von Spannbetonbauten in Hamburg. Weitere Beispiele des Spannbetonbaus in Hamburg sind das Audimax, die Alsterschwimmhalle und der U-Bahnhof Lübecker Straße.

## Gelände

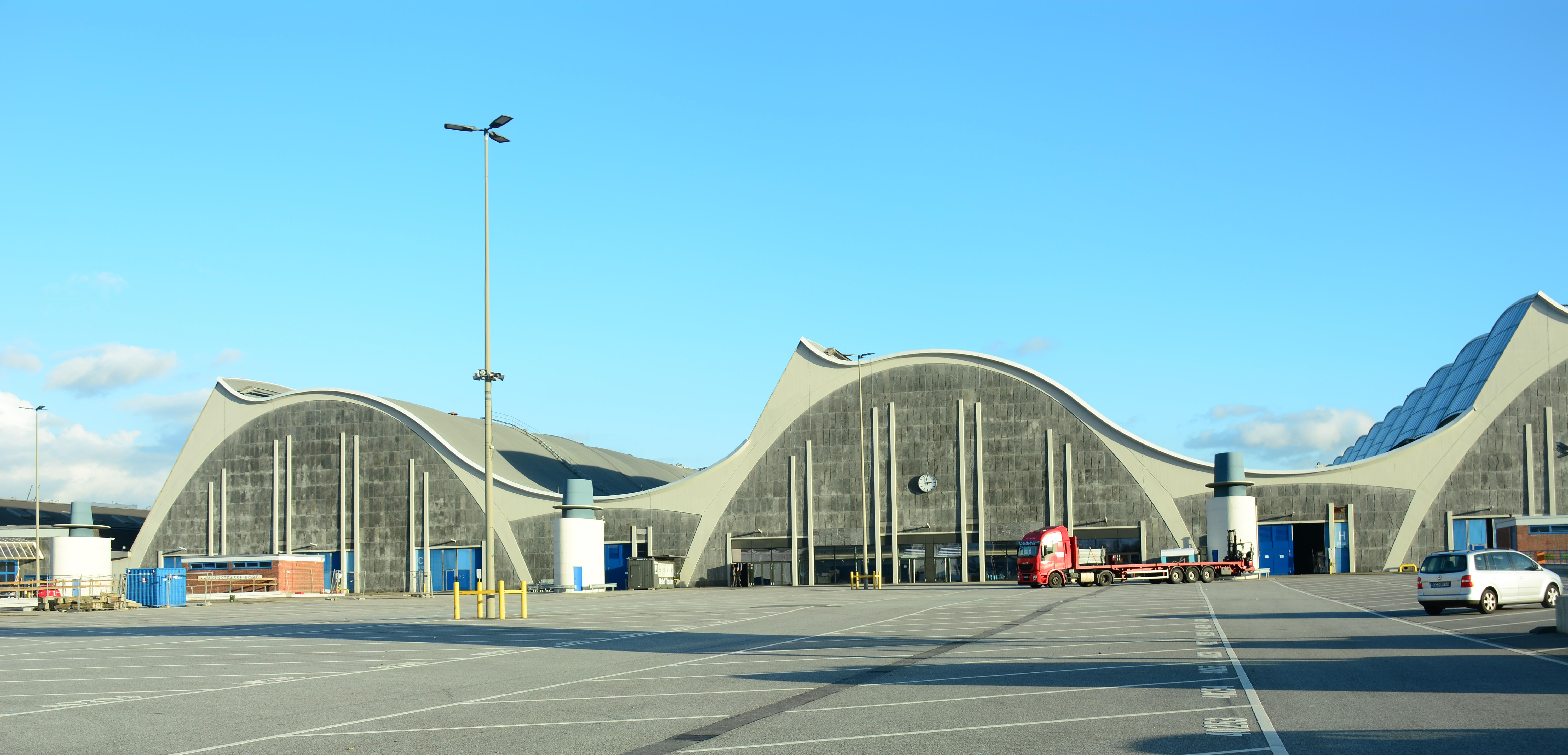
Hamburg. Großmarkthallen aus westlicher Ansicht

Der Großmarkt in Hammerbrook liegt zwischen Oberhafen und Amsinckstraße. Er ist von der A 255 aus zu erreichen. Das Haupttor ist das durchgehend geöffnete Tor Ost. Die Adresse lautet: Auf der Brandshofer Schleuse 4, 20097 Hamburg. Das Tor West liegt an der Banksstraße/Lippeltstraße. Das Gelände ist 27,3 Hektar groß.

### Großmarkt

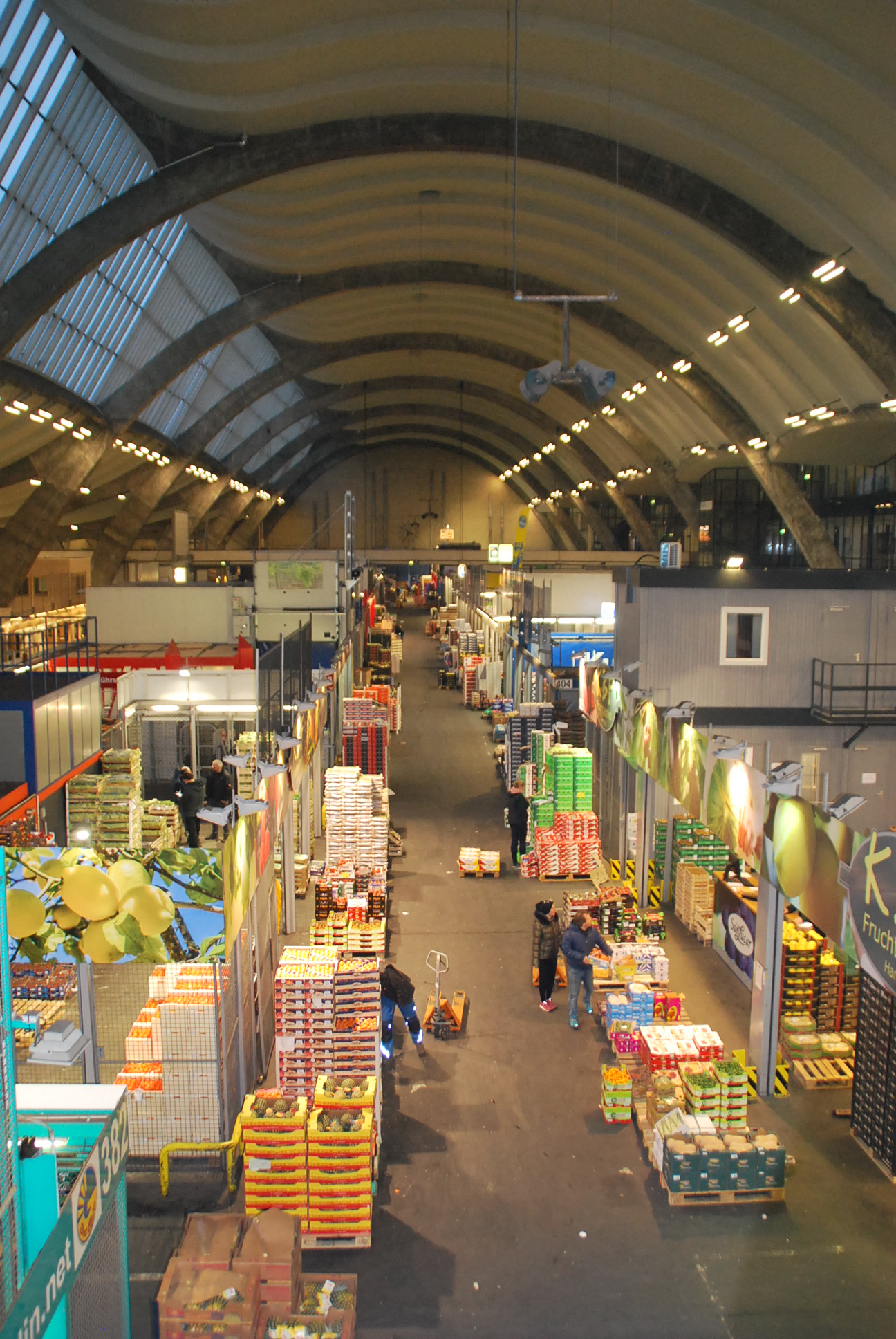
Betrieb in den Großmarkthallen

Etwa 1,5 Millionen Tonnen Frischware werden pro Jahr in der 220 Meter langen Obst- und Gemüsehalle umgeschlagen. Pro Tag liefern etwa 200 LKW an. Die Marktfirmen des Großmarkts haben etwa 3.500 Angestellte. Die Verkaufszeiten sind im Obst- und Gemüsebereich von Montag bis Samstag morgens von 2:00–9:00 Uhr. Einkaufen dürfen nur gewerbliche Wiederverkäufer, gewerbliche Verbraucher und gewerbliche Großabnehmer mit einem Marktausweis. Endverbraucher dürfen hier nicht einkaufen. Die Einkäufer kommen aus Hotels, Restaurants, Groß- und Einzelhandel aus Hamburg und dem Umkreis von Hamburg. Einkäufer kommen auch aus Polen und Dänemark.

### Mehr! Theater am Großmarkt
In der mittleren der drei Großmarkt-Hallen wurde am 7. März 2015 das neue Mehr! Theater am Großmarkt eröffnet. Es bietet Platz für bis zu 3500 Zuschauer.

### Deutsches Zusatzstoffmuseum
Seit 2008 befindet sich das Deutsche Zusatzstoffmuseum in einem Nebengebäude auf der Rückseite der Großmarkthalle. Der öffentliche Zugang führt durch das Betriebsgelände des Großmarktes.

### Weiteres auf dem Gelände
Im Bereich des Betriebsgeländes ist auch die Behörde für Wirtschaft, Verkehr, und Innovation – Pflanzengesundheitskontrolle angesiedelt. Zudem gab es dort bis 2017 das Schülerlabor ScoLab.

## Weitere Großmärkte in Hamburg
- Schlachthof Hamburg
- Fischmarkt Hamburg-Altona